# Petit Palais

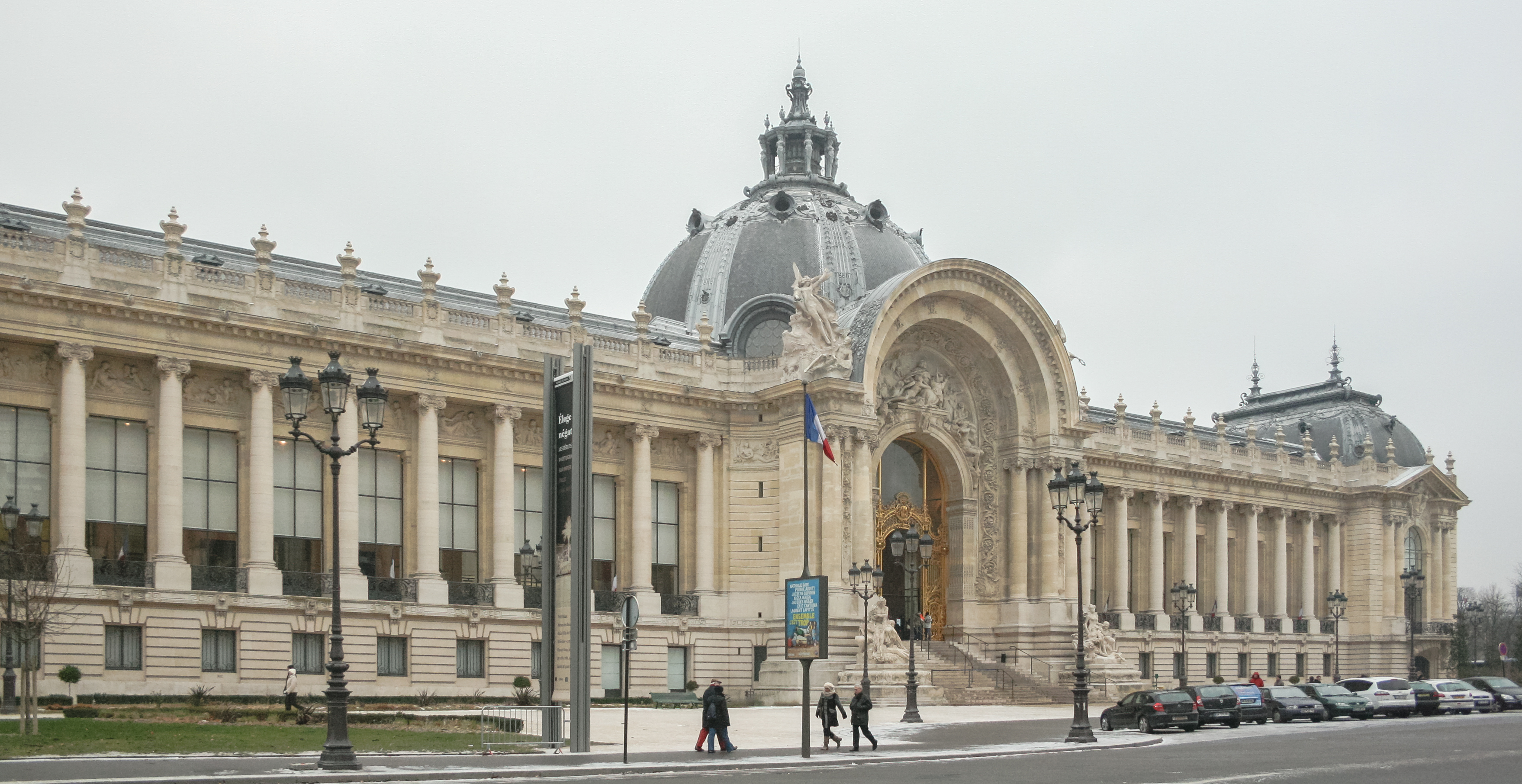
Entrada al Petit Palais desde la avenida Winston Churchill.

El Petit Palais (palacio pequeño, en francés) es uno de los  edificios construido para la Exposición Universal de París, celebrada en 1900. Es obra del arquitecto Charles Girault. En su interior alberga el Museo de Bellas Artes de la Ciudad de París (Musée des Beaux-Arts de la Ville de Paris). Se encuentra en el VIII distrito de la ciudad, en la avenida Winston Churchill, frente al Grand Palais. 

## Edificio
Se articula en torno a un patio semicircular ajardinado, con una fachada de 150 m de largo, aproximadamente, centrada por un pórtico monumental coronado por una cúpula. Sus columnas jónicas, el gran porche y la cúpula replican en menor escala de las del hospital de Los Inválidos al otro lado del Sena. La decoración se completa con numerosos bajorrelieves. El tímpano de su fachada es obra de Jean-Antoine Injalbert y muestra una alegoría de París rendido a las musas.
Charles Girault lo diseñó para que fuera iluminado en gran medida por luz natural con cúpulas transparentes y grandes ventanales.

## Colección
La colección que se exhibe en este museo se divide en secciones: 
- la colección Dutuit de pinturas, dibujos y objets d'art de la Edad Media y el Renacimiento.
- la colección Tuck de mobiliario del siglo XVIII
- la colección de la ciudad de París de obras realizadas por artistas franceses como Jean Ingres, Eugène Delacroix y Gustave Courbet.

Sirvió de modelo para el Musée royal de l’Afrique centrale, cerca de Bruselas.